# Martha Rosler
Martha Rosler, född 29 juli 1943 i Brooklyn, New York, är en amerikansk konstnär och kulturskribent, med inriktning på videokonst och installationer. 

## Biografi
Rosler tillbringade sin utbildningstid i Kalifornien, 1968–1980, först i San Diego County och sedan i San Francisco. Hon har även bott och undervisat i Kanada. Hon avlade examen vid Brooklyn College 1965 och vid University of California, San Diego 1974.
Roslyn har i sitt arbete och skrivande varit mycket inflytelserik. Hon har givit många föreläsningar både nationellt och internationellt och har undervisat i fotografi och media, samt foto- och videohistoria och gjort kritiska studier, vid Rutgers University, där hon var en professor i trettio år, samt på Städelschule i Frankfurt a. M., Tyskland.
Hon har en rådgivande roll på avdelningarna för utbildning på Whitney Museum of American Art och Museum of Modern Art och Center for Urban Pedagogy (alla i New York City). Hon är ledamot i den rådgivande gruppen vid Center for Urban Pedagogy och styrelseledamot i Vera List Center for Art and Politics at the New School, New York. Hon är före detta styrelseledamot i Temple Hoyne Buell Center för studier av amerikansk arkitektur vid Columbia University, New York, samt tidigare medlem av styrelsen i Association for Independent Video and Film and the Media Alliance. Hon är vidare regelbunden föreläsare på Whitney Independent Study Program i New York.
Roslyns arbete fokuserar på den offentliga sfären och utforskar frågor från vardagen och media, till arkitektur och byggnadsmiljö, speciellt kring dess påverkan på kvinnor. I dessa verk manipulerar hon prestationsbaserade berättelser och symboliserande bilder i massmedia till att påverka betraktarens förväntningar. Dessa koncept framhävs i verk som Semiotics of the Kitchen, där en fast kamera är inriktad på en kvinna i ett kök, där hon arbetar med köksredskap, och beskriver deras användning genom gester, som belyser kvinnors förväntningarna i vissa situationer.
Hennes bild/text-arbete The Bowery in two inadequate descriptive systems (1974–1975) anses vara ett banbrytande arbete inom konceptuella och postmoderna fotografiska metoder. Allmänt noterad är också hennes serie av fotomontage, Body Beautiful, or Beauty Knows No Pain, som behandlar den fotografiska representationen av kvinnor och hemkänsla.
Många av hennes verk tar upp vad som är rättmätiga krav på samhällets utformning och hur dessa tillgodoses. Hennes skrivna och fotografisk serie om vägar, system för flygtrafik och urbana tunnelbanor förenar sig med hennes andra verk, och behandlar stadsplanering och arkitektur, från bostäder till hemlöshet och den bebyggda miljön.

## Priser och utmärkelser
Rosler har tilldelats
- Spectrum International Prize i fotografi för 2005
- Oskar Kokoschka Prize, Österrikes högsta konstutmärkelse, 2006
- Anonymous Was A Woman Award, 2007
- USA Artists Nimoy Fellow, 2009
- Civitella Ranieri Residency, 2009
- Lifetime Achievement Award från Guggenheim Museum, 2010
- DAAD Berlin fellowship, 2011
- hedersdoktorat i Fine Arts honoris Causa vid Nova Scotia College of Art and Design, Halifax, och Distinguished Feminist Award vid College Art Association, 2012
- hedersdoktorat för Fine Arts honoris Causa vid Courtauld Institute, London, 2014
- hedersdoktorat i Fine Arts vid Rhode Island School of Design, Providence, 2016
- konstituerande utmärkelse från New Foundation Seattle för en kvinnlig konstnär som arbetar för social rättvisa, 2016